# 1912年の相撲
1912年の相撲（1912ねんのすもう）は、1912年の相撲関係のできごとについて述べる。
1911年-1912年-1913年

## できごと
大木戸森右エ門の横綱免許を巡って絶縁状態にあった大坂相撲協会と吉田司家・東京相撲協会は、11月13日、東京方の仲介の下で大阪方が司家に謝罪することで和議が成立、12月25日に大木戸に正式に横綱免許が下りた。

## 台覧相撲
- 5月19日 - 国技館にて迪宮裕仁親王（後の昭和天皇）、淳宮雍仁親王、光宮宣仁親王が5月場所3日目を台覧[2]。

## 本場所など
- 1月場所（東京相撲）[3]
  - 興行場所:両国国技館
  - 1月10日より10日間興行
  - 西方勝利。旗手は近江富士初次郎。個人優勝は太刀山峰右エ門。
- 5月場所（東京相撲）[4]
  - 興行場所:両国国技館
  - 5月17日より10日間興行
  - 96対86で東方勝利。旗手は千年川亀之助。個人優勝は太刀山峰右エ門。
- 5月場所（大阪相撲）[5]
  - 興行場所:難波新川土橋西詰
  - 5月18日より晴天10日間興行

## 誕生
- 1月2日 - 26代木村庄之助（元・立行司、所属：井筒部屋→君ヶ濱部屋、+ 1984年【昭和59年】）[6]
- 1月17日 - 鶴ヶ嶺道芳（最高位：前頭2枚目、所属：井筒部屋→双葉山道場→時津風部屋、+ 1972年【昭和47年】）[7]
- 2月9日 - 双葉山定次（第35代横綱、所属：立浪部屋→双葉山道場、第3代日本相撲協会理事長、+ 1968年【昭和43年】）[8]
- 3月25日 - 磐城徳枩（最高位：十両2枚目、所属：二十山部屋、+ 1942年【昭和17年】）
- 3月28日 - 一ノ濱枩雄（最高位：十両8枚目、所属：井筒部屋、+ 没年不明）
- 9月1日 - 有明五郎（最高位：前頭11枚目、所属：錦島部屋、+ 1959年【昭和34年】）[9]
- 10月4日 - 豊錦規矩雄（最高位：十両8枚目、所属：井筒部屋→九重部屋→朝日山部屋、+ 没年不明）
- 11月30日 - 玉ノ海梅吉（最高位：関脇、所属：二所ノ関部屋→粂川部屋→二所ノ関部屋、+ 1988年【昭和63年】）[10]
- 12月22日 - 五ツ嶋奈良男（最高位：大関、所属：出羽海部屋、+ 1973年【昭和48年】）[11]

## 死去
- 1月6日 - 16代木村庄之助（立行司（現役没）、* 1849年【嘉永2年】）[12]
- 7月4日 - 千年川政吉（最高位：小結、所属：高砂部屋、年寄：立田山、* 1861年【文久元年】）